# Valerie Jarrett

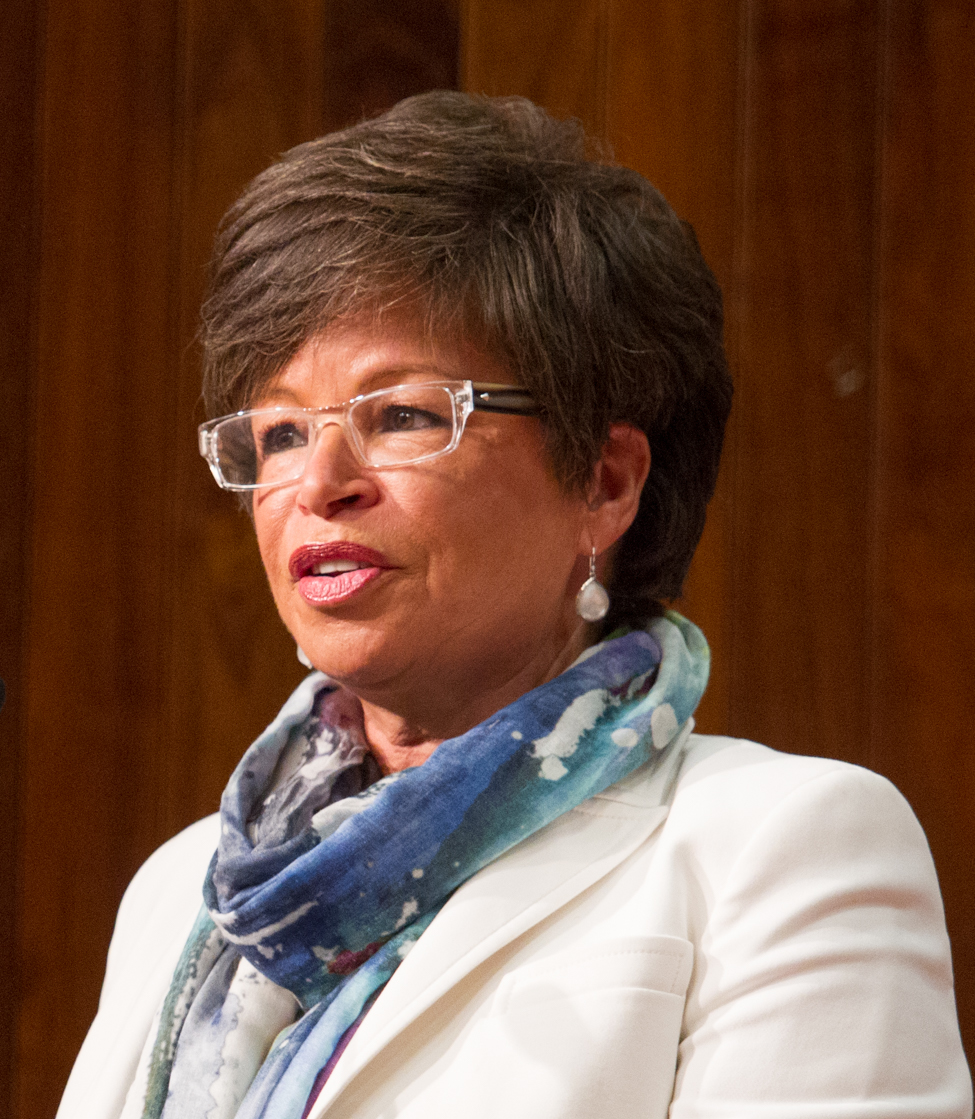
Valerie Jarrett (2015)

Valerie Bowman Jarrett (* 14. November 1956 in Schiras, Iran) ist eine US-amerikanische Rechtsanwältin, Geschäftsfrau und Politikerin. Bekannt geworden ist sie als langjährige Beraterin des 44. Präsidenten der USA, Barack Obama.

## Leben
Jarrett wurde als Valerie Bowman in Schiras, Iran geboren, wo ihr Vater, Dr. James Bowman, im Rahmen eines Entwicklungshilfeprogramms ein Kinderkrankenhaus leitete. 1961 zog die Familie nach London und 1963 kehrte sie nach Chicago zurück. Ihr Vater ist afroamerikanischer Abstammung und emeritierter Professor für Pathologie und Medizin der University of Chicago. Ihr Urgroßvater war der erste Afroamerikaner, der ein Studium am MIT abschloss, ihr Großvater der erste Schwarze an der Spitze der Chicago Housing Authority.
Nach Schulabschluss 1974 am Northfield-Mount-Hermon-Internat in Neuengland erzielte Jarrett 1978 an der Stanford University einen B. A. in Psychologie und 1981 an der University of Michigan einen J. D. Sie spricht auch Persisch und Französisch.

### Berufliche Tätigkeit
Jarrett begann ihre politische Laufbahn 1987 als Mitarbeiterin des Bürgermeisters von Chicago, Harold Washington. In den 1990er-Jahren wurde sie stellvertretende Stabschefin des Bürgermeisters Richard M. Daley und stellte 1991 Michelle Robinson, damalige Freundin und spätere Ehefrau von Barack Obama, ein. Jarrett war ferner von 1992 bis 1995 als Beigeordnete für Planung und Entwicklung (Commissioner of the Department of Planning and Development) tätig. Von 1995 bis 2005 hatte sie den Vorsitz über das Chicago Transit Board inne.
Seit 1995 war Jarrett als Geschäftsfrau tätig, zuletzt als CEO des Wohnungsbauunternehmens The Habitat Company. Zudem war Jarrett Mitglied in den Leitungsgremien unterschiedlicher Institutionen und Organisationen, wie z. B. des German Marshall Funds, der Chicagoer Börse, des Chicagoer Museums für Naturwissenschaften und Technikgeschichte und der Universität von Chicago.

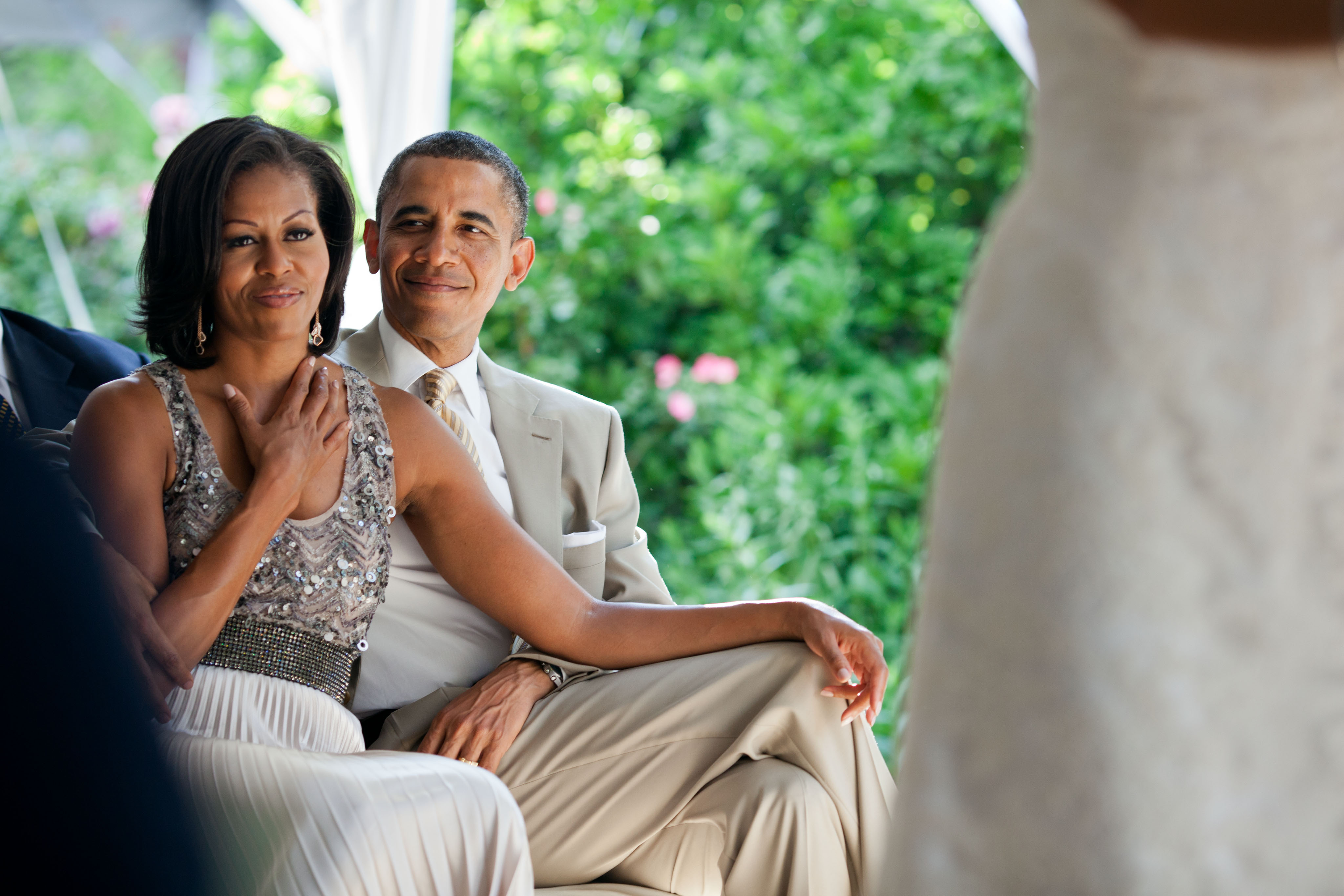
Michelle und Barack Obama 2012 zu Gast bei Valerie Jarrett

Bis zum Amtsantritt der Regierung Obama arbeitete sie als eine der Vorsitzenden des Übergangsteams Obama-Biden Transition Project. Vom 20. Januar 2009 bis zum 20. Januar 2017 leitete sie das Office of Public Engagement and Intergovernmental Affairs, das Verbindungsbüro des Weißen Hauses zu den Einzelstaaten und Kommunen. Im Anschluss an ihre Arbeit im Weißen Haus war Jarrett u. a. in beratender Funktion für die Obama-Stiftung tätig und wurde zusammen mit Arne Duncan, ihrem früheren Kollegen in der Obama-Administration, in den Vorstand der Investmentgesellschaft Ariel berufen, dem auch schon ihr Vater angehörte und dessen Vorsitzender ebenfalls ein langjähriger Freund der Obamas ist.

### Privates
Jarrett war von 1983 bis 1988 mit William Robert Jarrett verheiratet. Sie haben eine gemeinsame Tochter, die mit dem Sohn des kanadischen Parlamentariers Bas Balkissoon verheiratet ist.

## Werke
- Finding My Voice: My Journey to the West Wing and the Path Forward. Viking, New York 2019, ISBN 978-0-525-55813-2.